# Kool Thing
«Kool Thing» es una canción y un sencillo de la banda Sonic Youth, publicado en junio de 1990 por el sello Geffen Records. Corresponde al primero de su álbum Goo. La canción fue inspirada por una entrevista que la bajista/cantante Kim Gordon realizó con LL Cool J para Spin en la cual los dos artistas se enfrentaron. Aunque nunca se menciona su nombre, la letra de la canción contiene varias referencias a LL Cool J. Las letras de Gordon hacen referencia a varias de las obras del rapero, incluido el sencillo «I Can't Live Without My Radio» y el álbum Walking With a Panther. También repite la línea «I don't think so», que aparece en «Going Back to Cali» de LL Cool J. Chuck D también contribuyó algunas voces a la canción.

## Video musical
El video musical de «Kool Thing«, lanzado el 4 de junio de 1990, fue el primero de la banda para un sello discográfico importante. El video fue dirigida por Tamra Davis. El video se enfocó en la fascinación de Kim con el radicalismo de los 60 (particularmente Patty Hearst y Black Panthers), y presentó a la banda vistiendo ropa de estilo glamour. El video fue estilizado después del video «Going Back to Cali» de LL Cool J, hasta la cámara en blanco y negro y los bailarines gogó. Inicialmente, Kim quería usar una boina y llevar una Uzi, como una autodenominada «chica de pose-izquierdista que codicia el concepto de Black Panthers». Sin embargo, Geffen vetó el plan. Chuck D apareció en el video.

## En la cultura pop
- "Kool Thing" apareció en programas de televisión, películas y videojuegos incluyendo Guitar Hero III: Legends of Rock, Simple Men, Gilmore Girls, True Crime: New York City, Once Upon a Time y Mr. Robot además de aparecer como contenido descargable para Rock Band.

## Legado
- Brian Molko de Placebo dijo que «Kool Thing» fue la primera canción que escuchó Sonic Youth, agregando que si no fuera por ellos, su propia banda nunca habría existido.[3]

## Lista de canciones
| Kool Thing |                                              |          |  |
| N.º        | Título                                       | Duración |  |
| 1.         | «Kool Thing» (LP version)                    | 4:06     |  |
| 2.         | «That's All I Know» (Right Now)              | 2:20     |  |
| 3.         | «Dirty Boots» (Rock And Roll Heaven Version) | 5:28     |  |
| 4.         | «Kool Thing» (8-Track Demo Version)          | 4:15     |  |
| 16:09      |                                              |          |  |

## Posicionamiento en listas
| Listas (1990)                   | Mejor posición |
| ------------------------------- | -------------- |
| Irish Singles Chart             | 24             |
| UK Singles Chart                | 81             |
| US Billboard Modern Rock Tracks | 7              |